# Grauzone
Grauzone ([ɡRɑutsɔːnə], Duits voor "grijze zone", zowel letterlijk als figuurlijk) was een Zwitserse band uit de eerste helft van de jaren tachtig die voortkwam uit de groep Gluams met Marco Repetto, Stephan Eicher, Martin Eicher en G.T.
De grootste hit van Grauzone was "Eisbär" (1981), dat een twaalfde plaats in de Duitse hitparade behaalde. De groep was een van de pioniers van de Neue Deutsche Welle.
Stephan Eicher had later een succesvolle solocarrière. Repetto is tegenwoordig in de technoscene bekend als diskjockey, muzikant en producer. G.T. heeft zich uit de muziekwereld teruggetrokken.

## Discografie

### Singles
- 1980 - Moskau
- 1981 - Eisbär
- 1982 - Träume mit mir
- 1983 - Moskau
- 1986 - Eisbär (als mini-cd)

### Albums
- 1981 - Grauzone
- 1991 - Grauzone (als cd)
- 1998 - Sunrise Tapes (verzamelopnamen)
- 2010 - Grauzone 1980-1982 remastered (dubbel-cd)